# لجنة الأمم المتحدة للتنمية الاجتماعية
لجنة التنمية الاجتماعية بالإنجليزية:(Commission for Social Development أو CSocD)، هي إحدى اللجان الفنية العشر التي أنشأها المجلس الاقتصادي والاجتماعي للأمم المتحدة منذ عام 1946 لتقديم المشورة لها ومساعدتها في أداء عملها.
منذ انعقاد القمة العالمية للتنمية الاجتماعية في كوبنهاغن في عام 1995، كانت اللجنة هي الهيئة الرئيسية للأمم المتحدة المسؤولة عن متابعة وتنفيذ إعلان وبرنامج عمل كوبنهاغن. ونتيجة للقمة، تم استعراض ولاية اللجنة وتوسيع عضويتها من 32 إلى 46 عضوا في عام 1996. وتجتمع اللجنة مرة واحدة في السنة في مقر الأمم المتحدة في مدينة نيويورك، وعادة ما يكون في فبراير لمدة أسبوعين.
في كل عام منذ عام 1995، تناولت اللجنة مواضيع التنمية الاجتماعية الرئيسية كجزء من متابعتها لنتائج قمة كوبنهاغن.

## مؤتمر القمة العالمي للتنمية الاجتماعية، كوبنهاغن، مارس 1995
في مؤتمر القمة العالمي للتنمية الاجتماعية، توصلت الحكومات إلى توافق جديد في الآراء بشأن الحاجة إلى جعل الناس محور التنمية. كانت القمة الاجتماعية أكبر تجمع لقادة العالم في ذلك الوقت. وتعهدت بالقضاء على الفقر وخلق العمالة الكاملة وتعزيز الاندماج الاجتماعي.
في نهاية القمة، اعتمدت الحكومات إعلان كوبنهاغن والالتزامات العشرة (المدرجة أدناه) وبرنامج العمل للقمة الاجتماعية العالمية  .
- خلق بيئة اقتصادية وسياسية واجتماعية وثقافية وقانونية تمكن الناس من تحقيق التنمية الاجتماعية؛
- القضاء على الفقر المدقع بحلول موعد محدد تحدده كل دولة؛
- دعم العمالة الكاملة كهدف أساسي من أهداف السياسة؛
- تعزيز الاندماج الاجتماعي على أساس تعزيز وحماية جميع حقوق الإنسان؛
- تحقيق المساواة والإنصاف بين المرأة والرجل؛
- تحقيق الوصول الشامل والعادل إلى التعليم والرعاية الصحية الأولية؛
- تسريع تنمية أفريقيا وأقل البلدان نموا؛
- التأكد من أن برامج التكيف الهيكلي تتضمن أهداف التنمية الاجتماعية؛
- زيادة الموارد المخصصة للتنمية الاجتماعية؛
- تعزيز التعاون من أجل التنمية الاجتماعية من خلال الأمم المتحدة.

وبعد خمس سنوات، اجتمعت الحكومات مرة أخرى في جنيف في يونيو 2000 للدورة الاستثنائية الرابعة والعشرين للجمعية العامة للأمم المتحدة، لاستعراض ما تم إنجازه، والالتزام بمبادرات جديدة.

## روابط ذات علاقة
- إدارة الشؤون الاقتصادية والاجتماعية التابعة للأمم المتحدة (UN DESA)
- شعبة السياسات الاجتماعية والتنمية التابعة لإدارة الشؤون الاقتصادية والاجتماعية (DSPD / DESA)